# Funimation
Funimation Global Group, LLC – amerykańskie przedsiębiorstwo specjalizujące się w dubbingu i dystrybucji anime. 
Usługi Funimation są dostępne w Stanach Zjednoczonych i Kanadzie. 
Firma została założona 9 maja 1994 jako FUNimation Productions.